# Dane Lawson
Dane Lawson (23 de septiembre de 1989) es un deportista canadiense que compitió en remo como timonel. Ganó una medalla de bronce en el Campeonato Mundial de Remo de 2012, en la prueba de dos con timonel.

## Palmarés internacional
| Campeonato Mundial | Campeonato Mundial | Campeonato Mundial | Campeonato Mundial |
| Año                | Lugar              | Medalla            | Prueba             |
| ------------------ | ------------------ | ------------------ | ------------------ |
| 2012               | Plovdiv (Bulgaria) | Medalla de bronce  | Dos con timonel    |